# Olše
Olše este o arie protejată (sit de importanță comunitară — SCI) din Republica Cehă întinsă pe o suprafață de 169,04 ha, integral pe uscat.

## Localizare
Centrul sitului Olše este situat la coordonatele 49°36′52″N 18°44′02″E / 49.614444°N 18.733889°E.

## Înființare
Situl Olše a fost declarat sit de importanță comunitară în aprilie 2005 pentru a proteja 2 specii de animale.

## Biodiversitate
Situată în ecoregiunea continentală, aria protejată conține 3 habitate naturale: Râuri de munte și vegetația erbacee de pe malurile acestora, Râuri de munte și vegetația lor lemnoasă cu Salix elaeagnos, Păduri aluvionare cu Alnus glutinosa și Fraxinus excelsior (Alno-Padion, Alnion incanae, Salicion albae).
La baza desemnării sitului se află mai multe specii protejate:
- mamifere (1): vidră de râu (Lutra lutra)
- pești (1): cicar (Lampetra planeri)